# Quân y (Việt Nam Cộng hòa)
Quân y Việt Nam Cộng hòa là một ngành y tế quân sự của Quân lực Việt Nam Cộng hòa, trực thuộc sự điều hành theo hệ thống hàng dọc của Tổng cục Tiếp vận trong Bộ Tổng Tham mưu.
- Thánh tổ: Hải Thượng Lãn Ông.

## Lịch sử hình thành
Tiền thân của ngành quân y Việt Nam Cộng hòa là Nha quân y trung ương thuộc Bộ Quốc phòng Quốc gia Việt Nam, thành lập vào ngày 12 tháng 2 năm 1951, đứng đầu là một Giám đốc do Bộ trưởng Quốc phòng bổ nhiệm. Sau khi chính thể Việt Nam Cộng hòa được thành lập, ngành quân y vẫn giữ nguyên cơ cấu cũ. Ngày 1 tháng 1 năm 1966, Nha quân y được đổi tên thành Cục quân y, trực thuộc Tổng cục tiếp vận trong Bộ Tổng tham mưu Quân lực Việt Nam Cộng hòa. Cục quân y điều hành tất cả các hoạt động chuyên môn y vụ, gồm có các cơ sở điều trị, các đơn vị tiếp vận yểm trợ như: quân dược, quân khuyển, trung tâm tiếp huyết, chỉnh hình và các đơn vị thuộc hệ thống binh đoàn chiến thuật.
Ngày 30 tháng 4 năm 1975, ngành quân y Việt Nam Cộng hòa chấm dứt hoạt động khi chính thể Việt Nam Cộng hòa sụp đổ.

## Tổ chức và nhiệm vụ
Cục Quân y là cơ quan đứng đầu ngành quân y Việt Nam Cộng hòa với nhiệm vụ chính là điều trị thương bệnh binh trong hơn 1 triệu quân, cùng phối hợp với các dân y viện để chữa trị cho một phần dân chúng trên toàn quốc gồm: Đô thành Sài Gòn-Chợ Lớn, 44 Tiểu khu (tỉnh), 5 Đặc khu và 194 Chi khu trong đó có Tổng y viện và nhiều Quân y viện, Quân dân y viện, Bệnh viện tiểu khu, Trạm quân y chi khu, các Trung tâm chuyên khoa.
Ngành đã thành lập các Tiểu đoàn Quân y và phân bổ đến các Quân, Binh chủng với nhiệm vụ yểm trợ theo hoạt động chuyên môn và dưới sự điều động trực tiếp của các đơn vị này.

## Giám đốc và Cục trưởng qua các thời kỳ
| TT | Họ tên             | Cấp bậc tại nhiệm | Chức vụ    | Tại chức      | Chú thích                                                 |
| -- | ------------------ | ----------------- | ---------- | ------------- | --------------------------------------------------------- |
| 1  | Trần Quang Đệ      | Y sĩ Đại tá       | Giám đốc   | 7/1951-6/1952 |                                                           |
| 2  | Trần Văn Đỗ        | Y sĩ Trung tá     | Giám đốc   | 6/1952-6/1954 | Tổng trưởng Ngoại giao (1965-1967)                        |
| 3  | Vũ Duy Thạch       | Y sĩ Trung tá     | Giám đốc   | 6/1954-8/1954 |                                                           |
| 4  | Trần Quang Diệu    | Y sĩ Đại tá       | Giám đốc   | 1954-1958     | Tổng trưởng Y tế (1964-1965)                              |
| 5  | Phạm Văn Hạt       | Y sĩ Đại tá       | Giám đốc   | 1958-1963     |                                                           |
| 6  | Vương Quang Trường | Y sĩ Đại tá       | Giám đốc   | 1963-1965     |                                                           |
| 7  | Vũ Ngọc Hoàn       | Y sĩ Trung tá     | Cục trưởng | 1965-1973     | Phó Tổng Thanh tra Quân lực Việt Nam Cộng hòa (1973-1975) |
| 8  | Phạm Hà Thanh      | Y sĩ Chuẩn tướng  | Cục trưởng | 1973-1975     |                                                           |